# 豪尔赫·伊萨克斯
豪尔赫·伊萨克斯·费雷尔（西班牙語：Jorge Isaacs Ferrer，1837年4月1日—1895年4月17日），哥倫比亞作家、政治人物，哥倫比亞浪漫主义文学的代表作家之一，其主要作品为小说《玛丽亚》等。